# Rodjana Chuthabunditkul
Rodjana Chuthabunditkul (Thai: รจนา จุฑาบัณฑิตกุล; * 14. August 1991) ist eine thailändische Badmintonspielerin.

## Karriere
Rodjana Chuthabunditkul gewann bei der Badminton-Juniorenweltmeisterschaft 2009 Gold im Mixed mit Maneepong Jongjit. Im gleichen Jahr gewannen sie gemeinsam auch ihren ersten Titel bei den Erwachsenen bei den nationalen Titelkämpfen in Thailand. Rodjana Chuthabunditkul gewann bei dieser Veranstaltung einen weiteren Titel im Damendoppel mit Sapsiree Taerattanachai.

## Sportliche Erfolge
| Saison | Veranstaltung               | Disziplin   | Platz | Name                                              |
| ------ | --------------------------- | ----------- | ----- | ------------------------------------------------- |
| 2008   | Juniorenweltmeisterschaft   | Damendoppel | 5     | Sapsiree Taerattanachai / Rodjana Chuthabunditkul |
| 2009   | Juniorenweltmeisterschaft   | Mixed       | 1     | Maneepong Jongjit / Rodjana Chuthabunditkul       |
| 2009   | Thailändische Meisterschaft | Mixed       | 1     | Maneepong Jongjit / Rodjana Chuthabunditkul       |
| 2009   | Thailändische Meisterschaft | Damendoppel | 1     | Sapsiree Taerattanachai / Rodjana Chuthabunditkul |